# Alexis Branas
Pour les articles homonymes, voir Branas.
Alexis Branas (mort en 1187), fils de Michel Branas et de Marie Comnène, la petite nièce de l'empereur Alexis Ier Comnène, stratège byzantin originaire d'Andrinople (Thrace), époux d'Anna Comnène Vatatzina, nièce de l'empereur Manuel Ier Comnène.

## Biographie
Alexis Branas est fortement lié à la famille impériale des Comnènes. Il est le fils de Michel Branas et de Marie Comnène, une petite-nièce de l'empereur Alexis Ier Comnène. Il s'est lui-même marié à Anna Vatatzès, une nièce de Manuel Ier Comnène et la sœur d'Anna, Théodora, est la maîtresse de Manuel. La famille Branas est implantée dans la région d'Andrinople d'où est aussi originaire celle des Vatatzès. Alexis Branas est décrit par ses contemporains comme étant de petite stature mais grand par l'esprit et la capacité d'entendement, faisant de lui le meilleur général de son époque.
Il est l'un des rares généraux byzantins à ne jamais se révolter contre Andronic Ier Comnène, qui le récompense en lui conférant le titre élevé de protosébaste. Il conduit plusieurs campagnes victorieuses, repoussant les forces de Béla III de Hongrie en 1183 et défaisant la rébellion de Théodore Cantacuzène en Bithynie. Après la chute d'Andronic évincé par Isaac II Ange en 1185, Alexis Branas reste dans les faveurs du nouvel empereur et remporte sa plus grande victoire en repoussant l'armée d'invasion normande de Guillaume II de Sicile, marchant alors sur Constantinople, lors de la bataille de Démétrizès. Ce succès décisif permet de chasser les Normands de la péninsule balkanique,.
Ce succès enhardit Alexis Branas qui n'apprécie guère Isaac II Ange. Comptant sur ses liens avec la dynastie des Comnènes tout juste évincée, il tente un premier soulèvement en 1186, sur le modèle de celui qui a porté Isaac sur le trône. Il se rend dans la basilique Sainte-Sophie, espérant susciter un vaste mouvement populaire en sa faveur du fait de sa popularité mais c'est un échec. Néanmoins, Isaac reste clément à son égard puisqu'il se contente de le démettre de ses commandements.
Cependant, l'empereur doit rapidement se résoudre à le rappeler. En 1187, il est envoyé pour mater le soulèvement des Bulgares et des Valaques, avec un certain succès. Enhardi, il se proclame empereur à Andrinople où il rassemble ses troupes et obtient le soutien de ses lieutenants. Cela fait près d'un siècle, depuis la révolte d'Alexis Ier Comnène, qu'un général ne s'est pas ainsi fait proclamer empereur par ses troupes. Branas se dirige ensuite sur la capitale, s'imposant face à une force loyaliste. Il est largement soutenu par les troupes provinciales et l'aristocratie locale. Néanmoins, il est arrêté par les murailles de Constantinople et une sortie des assiégés, menée par Conrad de Montferrat, met à mal l'armée de Branas. Ce dernier doit intervenir en personne mais il est mis à bas de son cheval par Conrad et décapité. Sa mort met un terme à sa rébellion. Sa tête est amenée jusqu'au Grand Palais puis envoyée à sa femme Anna. Le chroniqueur Nicétas Choniatès affirme qu'elle s'est comportée bravement face à cette vue macabre.

## Sources
- (en) Michael Angold, The Byzantine Empire, 1025-1204 : A Political History, Londres, Longman, 1984, 374 p. (ISBN 978-0582294684)
- (en) Nicétas Choniatès (trad. Harry Magoulias), O City of Byzantium, Annals of Niketas Choniatēs, Wayne State University Press, 1984 (ISBN 0-8143-1764-2)